# 弗兰克·戈伦茨
弗兰克·戈伦茨退役空军上将（1957年10月14日—），曾任驻欧空军司令，兼任美国驻非洲空军司令、盟军中欧空军司令、联合空中机能中心主任。之前担任空军助理参谋长兼空军参谋部主任，2013年8月2日就任现职。戈伦茨上将的飞行时數達4100余小时，曾駕駛T-38教练机、F-15鹰式战斗机、MQ-1捕食者无人攻击机、UH-1N直升机和C-21A运输机等。

## 少年时代
戈伦茨上将出生在于当时的南斯拉夫卢布尔雅那，即今天的斯洛文尼亚首都卢布尔雅那，1962年弗兰克和他的哥哥斯坦利随父母移民到美国，当时斯坦利8岁，弗兰克4岁。初到美国，父亲做裁缝，母亲在工厂做机械操作员，弗兰克曾说他每年都被要求去上学，有受教育的机会，虽然我们语言和文化都不通，但我们认识到美国真正是个机会均等的地方。弗兰克曾随父母去美国空军学院度周末，见到了大一新生哥哥斯坦利，燃起了他对空军的兴趣，还是高一学生的弗兰克走在空军学院的校园里，对未来充满了希望。最终，兄弟二人双双荣膺将列，哥哥斯坦利担任空军安全总监，2007年以少将军衔退役。

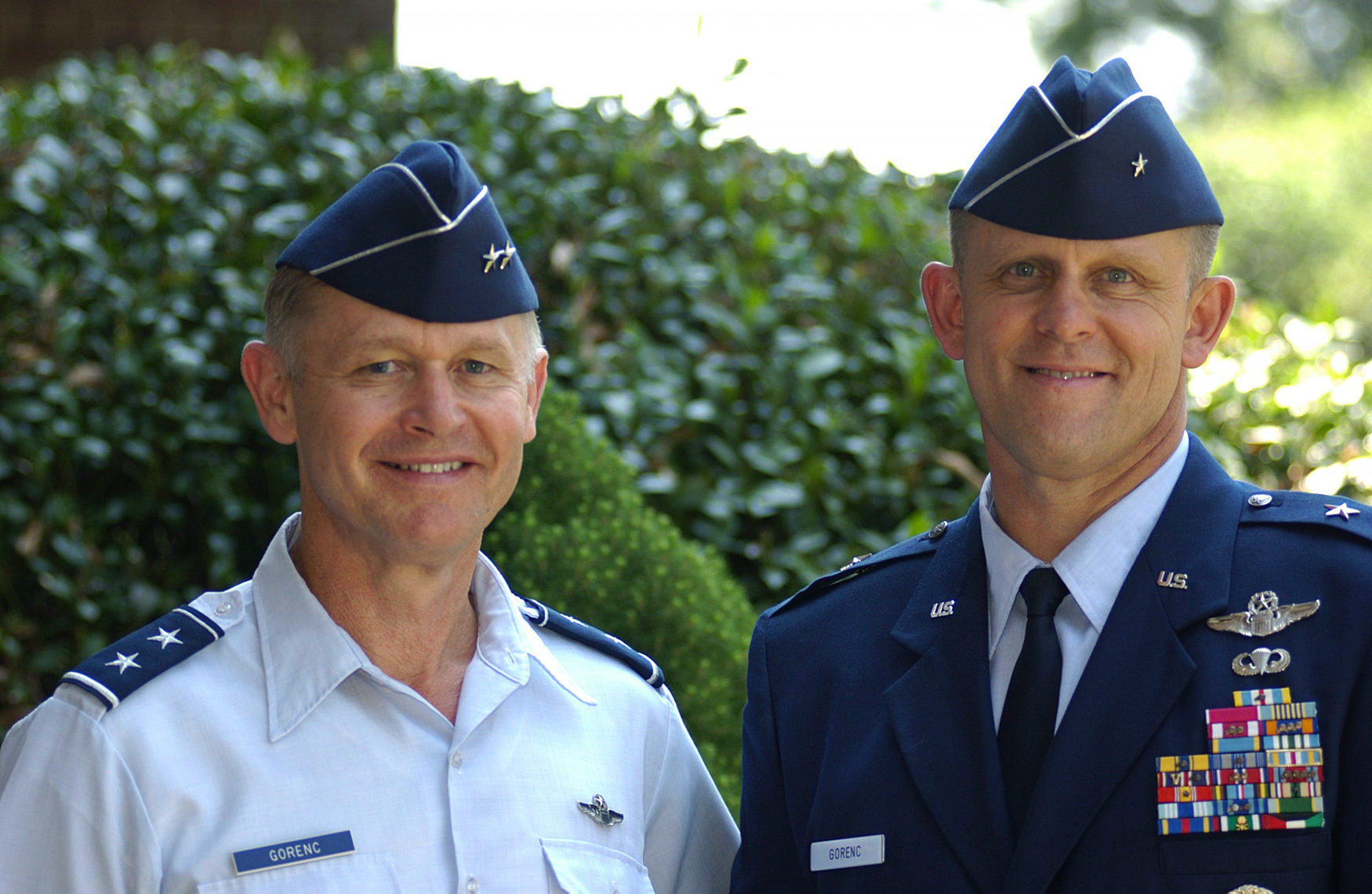
和哥哥斯坦利在一起

## 教育经历
1. 1979年，优秀毕业生，获土木工程理学学士学位，美国空军学院，科罗拉多州科泉市
2. 1983年，中队军官学校，函授
3. 1986年，空军指挥参谋学院，函授
4. 1986年，北约战术领导课程，西德耶弗尔空军基地
5. 1988年，优秀毕业生，美国空军战斗机武器学校，内华达州内利斯空军基地
6. 1989年，航空理学硕士学位，安柏瑞德航空大学，佛罗里达州代托纳比奇
7. 1994年，国家战争学院，研讨会
8. 1995年，获国家安全战略理学硕士学位，国家战争学院，华盛顿特区莱斯利麦克莱尔堡
9. 2006年，联合部队空军指挥官课程，阿拉巴马州马克斯韦尔空军基地
10. 2007年，拱顶石将官班，国防大学，华盛顿特区莱斯利麦克莱尔堡
11. 2008年，联合将官作战班，阿拉巴马州马克斯韦尔空军基地
12. 2008年，国防政策研讨会，艾略特国际事务学院，乔治华盛顿大学，华盛顿特区

## 任职经历
1. 1979年8月——1980年12月，学員，毕业生飞行培训，俄克拉荷马州万斯空军基地
2. 1980年12月——1984年4月，T-38A飞行教员和飞行考官，第25飞行训练中队，俄克拉荷马州万斯空军基地
3. 1984年4月——1984年8月，学员，F-15换代训练单位，亚利桑那州路克空军基地
4. 1984年8月——1988年4月，F-15C机长、考官、小队长，第525战术战机中队，西德比特堡空军基地
5. 1988年4月——1991年10月，F-15C机长、武器战术主管，第94战斗机中队，弗吉尼亚州兰利空军基地
6. 1991年10月-1992年3月，武器战术主管，第1战机联队，弗吉尼亚州兰利空军基地
7. 1992年3月——1992年6月，司令副官，空战司令部，弗吉尼亚州兰利空军基地
8. 1993年9月 - 1994年8月，股长，空战司令部作战军官分配股，弗吉尼亚州兰利空军基地
9. 1994年8月 - 1995年9月，学員，国家战争学院，华盛顿特区莱斯利麦克奈尔堡，
10. 1995年9月 - 1996年1月，作战参谋，第390战机中队，爱达荷山家空军基地
11. 1996年1月 - 1997年6月，第390战斗机中队中队长，爱达荷霍姆山空军基地
12. 1997年6月 - 1998年1月，作战大队长特别助理，爱达荷州霍姆山空军基地
13. 1998年1月 - 2000年12月，分析科科長，联合参谋部，华盛顿特区五角大楼
14. 2000年12月 - 2002年8月，第18联队作战大队长，日本嘉手纳空军基地
15. 2002年8月 - 2003年9月，美国欧洲司令部司令/欧洲盟军最高司令特别助理，比利时蒙斯
16. 2003年9月 - 2005年6月，第1战机联队联队长，弗吉尼亚州兰利空军基地
17. 2005年6月 - 2006年7月，第332空中远征联队联队长，伊拉克巴拉德空军基地
18. 2006年8月 - 2007年6月，作战计划与联合事务主任，空军A3/5副参谋长办公室，华盛顿特区
19. 2007年6月 - 2008年8月，華盛頓空軍軍區司令，马里兰州安德鲁斯空军基地
20. 2008年8月 - 2009年8月，空天作战主任（A3），空战司令部，弗吉尼亚州兰利空军基地
21. 2009年8月 - 2012年3月，第三航空隊司令，德国拉姆施泰因空军基地
22. 2012年4月 - 2013年8月，空军助理参谋长兼参谋部主任，五角大楼，马里兰州安德鲁斯空军基地
23. 2013年8月 - 至今，驻欧空军司令、美国驻非洲空军司令、盟军中欧空军司令、盟军空中机能中心主任，德国拉姆施泰因空军基地、卡尔卡

## 军衔晋升
| 标志 | 军衔 | 日期          |
| ---- | ---- | ------------- |
|      | 上将 | 2013年8月2日  |
|      | 中将 | 2009年8月24日 |
|      | 少将 | 2008年2月1日  |
|      | 准将 | 2005年10月1日 |
|      | 上校 | 1998年9月1日  |
|      | 中校 | 1994年3月1日  |
|      | 少校 | 1990年6月1日  |
|      | 上尉 | 1983年5月30日 |
|      | 中尉 | 1981年5月30日 |
|      | 少尉 | 1979年5月30日 |